# Åkerrödtoppa
Åkerrödtoppa (Odontites vernus) är en ettårig ört med rosa blommor som blommar från juni till juli.